# Юрьево-Польская провинция
Юрьево-Польская провинция — одна из провинций Российской империи. Центр — город Юрьев-Польский.
Юрьево-Польская провинция была образована в составе Московской губернии по указу Петра I «Об устройстве губерний и об определении в оныя правителей» в 1719 году. В состав провинции были включены города Юрьев-Польский, Лух и Шуя. По ревизии 1710 года в провинции насчитывалось 20,0 тыс. крестьянских дворов.
В ноябре 1775 года деление губерний на провинции было отменено.